# Oettinger Brauerei
Oettinger Brauerei er et tysk bryggeri. Oettinger er blandt de bedst sælgende øl i Tyskland.
Oettinger's hovedkvarter er i Oettingen in Bayern, desuden har de bryggerier i Mönchengladbach og Braunschweig. "Fürstliche Brauhaus zu Oettingen" blev opkøbt i 1956 af Kollmar-familien og navnet blev ændret til "Oettinger Brauerei GmbH"